# Silnice II/347
Silnice II/347 je silnice II. třídy, která se nachází v severozápadní části Kraje Vysočina. Spojuje Habry, Světlou nad Sázavou a Humpolec. Končí zaústěním silnici II/602 u Strměch. Úsek Světlá nad Sázavou - Humpolec byl zařazen do páteřní sítě Kraje Vysočina. V současné době je silnice postupně rekonstruována a modernizována.

## Vedení silnice

### Okres Havlíčkův Brod – Kraj Vysočina
- celková délka 18,846 km - mostů: 5 - železničích přejezdů: 2 - podjezdů: 1

Silnice II/347 začíná u obce Habry na křižovatce se silnicí I/38. Pokračuje přes Bačkov, Kunemil, Josefodol až do Světlé nad Sázavou, kde peážuje se silnicí II/150 po mostě přes řeku Sázavu. Dále pokračuje přes Závidkovice, Radostovice, kolem Dolního Města, až na hranice okresů u rybníka Kamenná Trouba.

| Místo              | km     | Cíl                                            | Poznámka                                  |
| ------------------ | ------ | ---------------------------------------------- | ----------------------------------------- |
|                    | 0,000  | Golčův Jeníkov/Havlíčkův Brod Leština u Světlé | vyústění                                  |
|                    | 1,169  | III/3461 Lubno                                 |                                           |
|                    | 4,108  | III/3471 Sázavka/Zboží                         |                                           |
| Kunemil            | 6,659  | III/3478 Sázavka                               |                                           |
| Josefodol          | 8,437  | III/3479 Služátky                              |                                           |
|                    | 9,678  | III/34710 Světlá nad Sázavou                   |                                           |
| Světlá nad Sázavou | 11,097 | III/34711 Příseka                              |                                           |
| Světlá nad Sázavou | 11,889 | III/34728 Druhanov                             |                                           |
| Světlá nad Sázavou | 12,051 | III/34731 Horní Březinka                       |                                           |
| Světlá nad Sázavou | 12,125 | Ledeč nad Sázavou                              | zaústění                                  |
| Světlá nad Sázavou | 12,125 | Havlíčkův Brod                                 | vyústění                                  |
| Světlá nad Sázavou | 12,290 | III/34735 Lipnička                             |                                           |
| Závidkovice        | 14,031 | III/34738 Broumova Lhota                       |                                           |
|                    | 15,893 | III/34736 Dolní Město                          |                                           |
|                    | 17,513 | III/34740 Dolní Město/Lipnice nad Sázavou      |                                           |
|                    | 18,686 | III/34761 Bystrá                               |                                           |
|                    | 18,846 |                                                | hranice okresů Havlíčkův Brod / Pelhřimov |

### Okres Pelhřimov – Kraj Vysočina
- celková délka 22,639 km - mostů:3

U Kamenné Trouby silnice pokračuje přes Kejžlici a Čejov, až do Humpolce. Zde zaúsťuje do silnice II/129 v ulici Okružní. Potom silnice vyúsťuje u Komorovic ze silnice I/34 a pokračuje dále přes Komorovice, Mladé Bříště, Staré Bříště, Mysletín a Zachotín. Za Zachotínem vede kolem Kladinských rybníků. Silnice II/347 končí zaústěním do silnice II/602 u obce Strměchy. V roce 2017 došlo ke stavbě okružní křižovatky na ulice Čejovské. Pokračování opravy bylo naplánováno na rok 2018.
| Místo        | km     | Cíl                                            | Poznámka                                  |
| ------------ | ------ | ---------------------------------------------- | ----------------------------------------- |
|              | 18,846 |                                                | hranice okresů Havlíčkův Brod / Pelhřimov |
|              | 19,093 | III/34763 Lipnice nad Sázavou III/34764 Řečice |                                           |
| Kejžlice     | 21,481 | III/34765 Nový Dvůr                            |                                           |
| Kejžlice     | 21,638 | III/34771 Budíkov                              |                                           |
| Čejov        | 24,722 | III/34770 Leština                              |                                           |
| Humpolec     | 27,890 | III/34771 Světlice                             |                                           |
| Humpolec     | 28,227 | III/12934 Brunka                               |                                           |
| Humpolec     | 28,850 | Želiv / ul. Okružní                            | zaústění                                  |
|              | 28,850 | Pelhřimov/Humpolec                             | vyústění                                  |
| Komorovice   | 29,321 | III/34773 Bystrá                               |                                           |
| Staré Bříště | 33,225 | III/34775 Bystrá                               |                                           |
| Mysletín     | 35,316 | III/34776 Dudín                                |                                           |
|              | 40,745 | III/34777 Častonín                             |                                           |
|              | 41,485 | Pelhřimov/Jihlava                              | zaústění                                  |

## Vodstvo na trase
Mezi Zachotínem a Mysletínem vede přes Jankovský potok, mezi Mysletínem a Starými Bříštěmi přes Hejnický potok, v Humpolci přes Pstružný potok (opět jej přejíždí v Kejžlici a u odbočky na Dolní Město), v Čejově přes Čejovský potok a ve Světlé nad Sázavou přes Sázavu a Sázavku (opět ji přejíždí u Haber).